# Parafia Znalezienia Krzyża Świętego w Grodnie
Parafia Znalezienia Krzyża Świętego w Grodnie – rzymskokatolicka parafia znajdująca się w Grodnie, w diecezji grodzieńskiej, w dekanacie Grodno-Zachód, na Białorusi.

## Historia
Parafia powstała w 1853 w wyniku kasaty klasztoru bernardynów w dniu 14 kwietnia 1853 i przejęciu kościoła Znalezienia Krzyża Świętego przez duchowieństwo diecezjalne.